# Pertef Pogoni
Pertef Pogoni (nevének ejtése pɛɾtɛf pɔɡɔni; Pogoni, 1890. február 18. – Tirana, 1958. június 5.) albán pedagógus, politikus, 1939-ben öt napig Albánia oktatásügyi tárcavezetője volt.

## Életútja
Az epiruszi Pogoniban (ma Pogonianí Joanínon) született. A janinai Zoszimaia gimnázium elvégzését követően 1908-ban a konstantinápolyi Mekteb-i Mülkiye főiskolán szerzett közigazgatási oklevelet. 1910-től 1913-ig Franciaországban tanult tovább egy tanárképző főiskola matematikatanári szakán. Hazatérését követően 1913–1914-ben a vlorai városi iskola tanára volt, majd Durrësban Vilmos albán fejedelem és a Turhan Përmeti vezette kormányok mellett dolgozott tolmácsként. 1914–1915-ben az elbasani városi iskolában folyó oktatómunkát irányította igazgatóként, 1916-tól 1918-ig pedig az Osztrák–Magyar Monarchia által megszállt területeken Elbasan, Durrës és Tirana körzeteinek tanfelügyelője volt.
1920-ban az oktatásügyi minisztérium alkalmazottja lett, 1921-től 1929-ig a tárca főtitkári teendőit látta el, időközben 1924 után rövid ideig a tiranai gimnázium igazgatója is volt. 1929-től 1933-ig a tiranai Királyi Katonai Iskolát (Shkolla Ushtarake Mbretërore), 1933–1934-ben pedig a korçai líceumot irányította igazgatóként. 1936-tól 1939-ig ismét az oktatásügyi minisztérium főtitkára, Albánia 1939. április 7-ei olasz lerohanását követően pedig az április 8-a és 12-e között működő kormányszerv, az Ideiglenes Közigazgatási Bizottság oktatásügyi megbízottja (minisztere) volt. 1939–1940-ben az oktatásügyi tárca kiadóvállalatának munkatársa volt. 1940-ben megválasztották a fasiszta államtanács tagjának, Olaszország 1943. szeptemberi kapitulációját követően pedig 1944-ig, a második világháború végéig harmadszor is elláthatta az oktatásügyi minisztérium főtitkári feladatait.
A kommunista hatóságok 1948-ban Kavajába internálták, lakhelyét később Shijakban, majd Tepelenában jelölték ki. 1954-ig internáltként élt, négy évvel később Tiranában halt meg hatvannyolc éves korában.